# Крахът на Третия райх
„Крахът на Третия райх“ (на немски: Der Untergang) е германско-италианско-австрийски исторически филм от 2004 година на режисьора Оливер Хиршбигел по сценарий на Бернд Айхингер.
Сюжетът, основан на книга на историка Йоахим Фест и на спомени на участници в събитията, описва последните десет дни от живота на Адолф Хитлер и неговото обкръжение в края на Втората световна война.
Главните роли се изпълняват от Бруно Ганц, Александра Лара, Улрих Матес, Корина Харфух, Юлиана Кьолер, Томас Кречман.
„Крахът на Третия райх“ е номиниран за награда „Оскар“ за чуждоезичен филм.

## Актьорски състав
| Актьор                | Роля |
| --------------------- | --- |
| Бруно Ганц            | Адолф Хитлер |
| Александра Мария Лана | Траудъл Юнге – лична секретарка на Хитлер                                                                         |
| Улрих Матес           | Йозеф Гьобелс |
| Корина Харфуш         | Магда Гьобелс – съпругата на Йозеф Гьобелс                                                                        |
| Джулиан Кьолер        | Ева Браун |
| Биргит Минихмайр      | Герда Кристиан – лична секретарка на Хитлер                                                                       |
| Доневан Гуния         | Питър Кранц – млад член на «Хитлерюгенд», който взриви два съветски танка                                         |
| Карл Кранцковски      | Вилхелм Кранц – инвалид, бивш военен, баща на Питър                                                               |
| Улрика Крумбигел      | Доротея Кранц – майка на Питър                                                                                    |
| Майкъл Брандър        | Ханс Фриче – радиоводещ, високопоставен служител на Имперско министерство на народното просвещение и пропагандата |
| Анна Талбах           | Хана Райч |
| Бетина Редлих         | Констанс Манциарли – личният готвач на Хитлер                                                                     |
| Елизавета Боярска     | Ерна Флегел – медицинска сестра, през април 1945 г. работи в бункера на Хитлер                                    |
| Оливър Щрицел         | Йоханес Хентшел – електроинженер, последният човек, напуснал бункера на Хитлер                                    |
| Хайно Ферч            | Алберт Шпеер |
| Кристиан Редл         | Алфред Йодъл |
| Ролф Канис            | Ханс Кребс |
| Михаел Мендъл         | Хелмут Вайдлинг                                                                                                   |
| Дитрих Холиндербаумер | Роберт фон Грайм                                                                                                  |
| Дитер Ман             | Вилхелм Кайтел |
| Юстус фон Дохнани     | Вилхелм Бургдорф                                                                                                  |
| Ханс Щайнберг         | Карл Колер – генерал от авиацията и началник на Генералния щаб на ВВС на Германия                                 |
| Клаус Волф            | Алвин Броудър Албрехт – един от адютантите на Хитлер                                                              |
| Девид Стрийсоу        | Фриц Торнов – личен водач на кучета на Хитлер                                                                     |
| Матиас Гнедингер      | Херман Гьоринг |
| Улрих Ноетен          | Хайнрих Химлер |
| Томас Тиме            | Мартин Борман |
| Кристиан Хьонинг      | Ернст-Роберт Гравиц                                                                                               |
| Томас Кречман         | Херман Фегелайн                                                                                                   |
| Александър Хелд       | Уолтър Хевел – германски дипломат и един от близките приятели на Хитлер                                           |
| Андре Хенике          | Вилхелм Монке |
| Матиас Хабич          | Вернер Хаасе – един от личните лекари на Хитлер                                                                   |
| Томас Лимпинсел       | Хайнц Линге |
| Торстен Крон          | Лудвиг Щумпфегер – хирургът, помогнал на Магда Гьобелс да отрови децата си                                        |
| Юрген Тонкел          | Ерих Кемпка – личен шофьор на Хитлер                                                                              |
| Игор Романов          | Петер Хьогл – личен охранител на Хитлер                                                                           |
| Игор Бубенчиков       | Франц Шедле – последният командир на ескортния отряд на Хитлер                                                    |
| Кристиан Беркел       | Ернст Гюнтер Шенк – лекар и старши офицер от централния медицински апарат на SS                                   |
| Ото Гьотц             | Ото Гюнше |
| Хайнрих Шмидер        | Рохус Миш – войник от ескортния екип на Хитлер                                                                    |
| Александър Сластин    | Василий Чуйков |